# Iliá Motorin
Iliá Romanóvich Motorin –en ruso, Илья Романович Моторин– (18 de enero de 1991) es un deportista ruso que compite en esgrima, especialista en la modalidad de espada. Ganó una medalla de plata en el Campeonato Europeo de Esgrima de 2014, en la prueba por equipos.

## Palmarés internacional
| Campeonato Europeo | Campeonato Europeo    | Campeonato Europeo | Campeonato Europeo |
| Año                | Lugar                 | Medalla            | Prueba             |
| ------------------ | --------------------- | ------------------ | ------------------ |
| 2014               | Estrasburgo (Francia) | Medalla de plata   | Sable por equipos  |